# هيرمان فون ويسمان (عالم جغرافي)
هيرمان فون ويسمان (بالألمانية: Hermann von Wissmann)، ولد في 2 سبتمبر 1895 في إتزويلر؛ توفي في 5 سبتمبر 1979 في أستراليا في بلدة تسيل أم زيه، كان مستكشفًا ألمانيًا نمساويًا لشبه الجزيرة العربية.

## حياته
ابن المستكشف الأفريقي هيرمان فون ويسمان (يتشاركان نفس الاسم)، درس الجغرافيا في فيينا ثم صنع لنفسه اسمًا من خلال أبحاثه التي تتعلق بمشكلة مزارعي التلال في انستال. بين عامي 1931 و 1939 قام بعدد من البعثات برفقة دانيال فان دير ميولين 1894-1989 إلى جنوب شبه الجزيرة العربية، وهي المنطقة التي ستصبح من أهم مايركز عليها في ابحاثه. انخرط ويسمان بالجغرافيا القديمة وتاريخ هذه المنطقة وطور التسلسل الزمني لجنوب شبه الجزيرة العربية القديمة. كان من أقوى المدافعين عن مايسمى بالتسلسل الزمني الطويل، والذي يؤكد أن بدايات مملكة سبأ تعود إلى القرن الثامن قبل الميلاد.
ويسمان أيضا اكتشف مقاطعة يونان بجنوب الصين لفترة من الوقت، وهو يعتبر أحد آخر المستكشفين الحقيقيين، حيث كان يعمل بأسلوب عصر الاكتشاف الثاني: قام برحلات طويلة بالقوافل وكان يستعين بالبوصلة وعداد الخطى في عمله ويسجل ما يراه بقلم رصاص. أخيرًا، حتى تقاعده في عام 1958، كان أستاذًا للجغرافيا في جامعة توبنغن.

## أعماله
- الاستيطان الريفي والتصحر في وادي إينز الأوسط ومساهم في الجغرافيا الاستيطانية لجبال الألب الشرقية في عام (1927).
- جنوب يونان من جنوب شرق آسيا هايدلبرغ وآخرون. 1943.
- قام بمساهمات في الجغرافيا التاريخية للجنوب العربي قبل الإسلام وفي العلوم والاداب مع ماريا هوفنر في ماينز عام 1952، Mainz ، عام 1952
- حول التاريخ والدراسات الإقليمية للجنوب العربي القديم 1965
- تاريخ الإمبراطورية الصليبية وحملة إيليوس غالوس، في هيلديجارد تويني في نيويورك برلين 1976، Pp. 308 - 544
- أرض البخور من السقالان والساماروم والموشا 1977.
- تاريخ سابا الثاني إمبراطورية الصليبيين العظمى حتى نهايتها في أوائل القرن الرابع. فيينا 1982،(ردمك 3700105169)

## سيرة شخصية
- هيلموت بلوم، هيرمان فون ويسمانز بيتراج زور أرابين فورشونج، في: GZ 68 (1980)، ص.161 - 172
- فريدريك هوتنلشر، مسار وعمل هيرمان فون فيسمان في ليدلماير: هيرمان فون فيسمان - فيستشريفت 1962، ص 11-34.
- أ. ليديلماير هيرمان فون ويسمان في الذاكرة: رسائل النمساويين 122 (1980)، ص 148-153.
- دانيال فان دير ميولين مع هيرمان فون ويسمان في جنوب المملكة العربية السعودية في عام: 1962، ص 35-41.

## روابط خارجية
- نصوص عن Hermann von Wissmann في فهرس مكتبة ألمانيا الوطنية
- فهرس أعمال Wissmann في مكتبة الولاية، برلين